# Ulrike Tarfusser
Ulrike Tarfusser (* 15. August 1964 in Bozen) ist eine Südtiroler Politikerin.

## Biographie
Die in Nals wohnhafte Tarfusser – Cousine des Juristen Cuno Tarfusser – arbeitete nach ihrer Matura zunächst für den elterlichen Betrieb, ab 1984 dann als Angestellte beim Südtiroler Bauernbund. Nachdem sie zunächst in der Südtiroler Volkspartei aktiv gewesen war, wechselte sie 1992 zur neugegründeten Partei „Die Freiheitlichen“, deren Vizeobfrau sie 1993 wurde. Nach der Ermordung von Christian Waldner durch Peter Paul Rainer rückte Tarfusser 1997 für Waldner bis zum Ende der Legislaturperiode 1998 in den Südtiroler Landtag und damit gleichzeitig den Regionalrat Trentino-Südtirol nach. Nach ihrem Ausstieg aus der Politik arbeitete sie in einem Planungsbüro in Lana.